# Boa constrictor
De boa constrictor (Boa constrictor) is een slang uit de familie reuzenslangen (Boidae). De soort is een van de bekendste soorten wurgslangen.
De soort komt voor in de Nieuwe Wereld, in delen van Midden- en Zuid-Amerika, van Mexico tot zuidelijk Brazilië. Het is een weinig gespecialiseerde soort die zowel langs de randen van woestijnen als in tropisch regenwoud of moerassen te vinden is. In grote delen van het verspreidingsgebied komt de slang algemeen voor en de soort wordt dan ook niet beschouwd als een bedreigde diersoort.
De boa constrictor eet voornamelijk knaagdieren, vogels en kleinere reptielen zoals hagedissen. De slang wurgt zijn prooi en slikt deze vervolgens in één keer door. De boa wordt twee tot drie meter lang en heeft een lichtbruine kleur met donkere ronde vlekken op de rugzijde die enige variatie kennen. De slang is niet giftig en is niet gevaarlijk voor mensen. De slang is te klein om een mens te doden of door te slikken en zal altijd proberen te vluchten bij een confrontatie.
Er worden verschillende ondersoorten onderscheiden, waarvan er enkele alleen op geïsoleerde eilanden te vinden zijn. De ondersoorten verschillen ook in lichaamskleur en -tekening en sommige worden aanzienlijk groter dan exemplaren die behoren tot andere ondersoorten.

## Naam
De wetenschappelijke naam Boa constrictor betekent letterlijk grote slang (boa) die wurgt (constrictor). De slang is een van de weinige diersoorten waarvan de wetenschappelijke naam dusdanig bekend is dat deze naam tevens als Nederlandstalige naam wordt gebruikt. De naam is bekender dan andere gebruikte Nederlandstalige namen, zoals wurgslang.
Normaal gesproken wordt de wetenschappelijke naam van dieren schuin geschreven en wordt de geslachtsnaam met een hoofdletter gespeld. Omdat de wetenschappelijke naam ook als Nederlandstalige naam wordt gebruikt is dit bij de naam boa constrictor niet het geval. Deze schrijfwijze, waarbij de regels van de binominale nomenclatuur (zoals gebruikelijk is bij dieren) worden weggelaten, is ook toegepast in veel dierenencyclopedieën.
Door de inheemse bevolking wordt deze wurgslang aanbeden en geëerd bij de Inca's als een van de drie heilige dieren als de Amaru (quechua-benaming). De slang wordt hierdoor ook wel afgodslang genoemd.

## Verspreiding en habitat
De boa constrictor komt voor in een groot gedeelte van Zuid- en Midden-Amerika. In Midden-Amerika komt de boa voor in het noorden tot in Mexico en verder zuidelijk tot aan Zuid-Amerika. In Zuid-Amerika komt de slang vooral voor in het noorden en het noordoosten. In zuidelijk Zuid-Amerika ontbreekt de soort.
De boa constrictor komt voor in de landen Argentinië, Belize, Bolivia, Brazilië, Colombia, Costa Rica, Ecuador, El Salvador, Frans-Guyana, Guatemala, Guyana, Honduras, Mexico, Nicaragua, Panama, Paraguay, Peru, Suriname, Trinidad en Tobago en Venezuela. De boa is ook te vinden op enkele eilanden, zoals Saint Lucia en Dominica. De boa komt daarnaast voor op vele eilanden die gelegen zijn voor de kust van Panama, op de Pareleilanden. Op Aruba is de slang geïntroduceerd, op Antigua kwam de slang vroeger wel voor, hier zijn subfossiele resten aangetroffen. In de Verenigde Staten is de soort geïntroduceerd in de staat Florida.
De boa constrictor heeft van alle boa's in de Nieuwe Wereld het grootste verspreidingsgebied. Vanwege het enorme areaal zijn er verschillende ondersoorten en vele populaties die in een breed scala aan verschillende omgevingen leven. De meeste exemplaren leven in open delen van vochtige en warme tropische regenwouden, sommige populaties in wat drogere omstandigheden op de eilanden. In Mexico is de slang in zeer droge streken aan de rand van woestijnen te vinden. In de regel heeft de boa een voorkeur voor oevers van zoet water. In delen van het verspreidingsgebied wordt de slang regelmatig op het strand aangetroffen, wat niet veel voorkomt bij landbewonende slangen. De boa constrictor is echter geen waterliefhebber, zoals van enkele andere boa's bekend is. Het water trekt prooidieren aan waar de slang van profiteert, als het moet kan de boa wel zwemmen.
De boa constrictor kan zich handhaven in omgevingen die door de mens zijn aangepast en leeft ook in plantages zoals bananenkwekerijen. Af en toe komt een slang terecht in een scheepslading bananen en kan zo over de gehele wereld opduiken. Ook landbouwgebieden zijn zeer geschikt vanwege de open structuur en de vele knaagdieren die er leven.

## Uiterlijke kenmerken

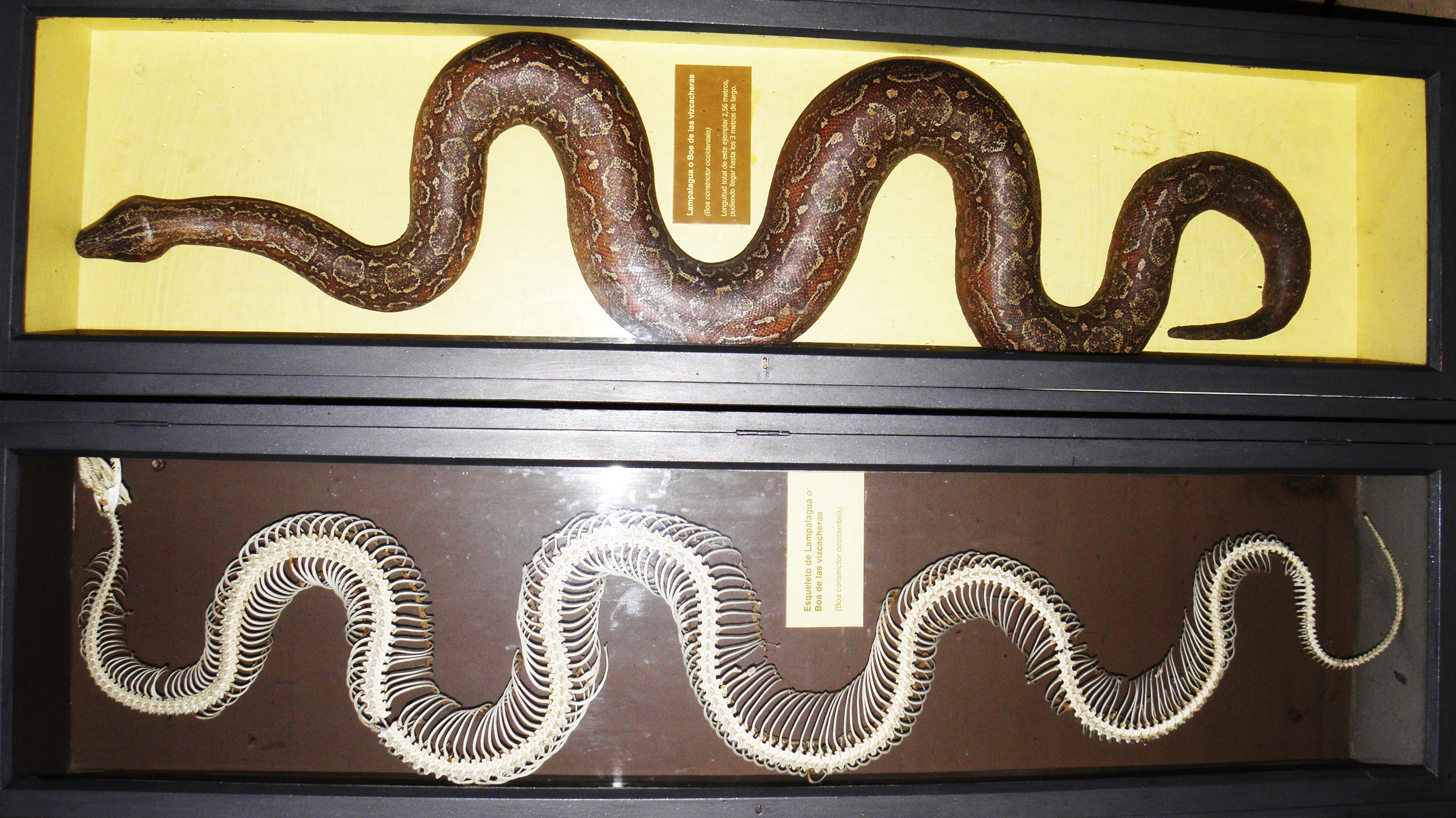
Boa constrictor occidentalis, opgezette huid en een skelet

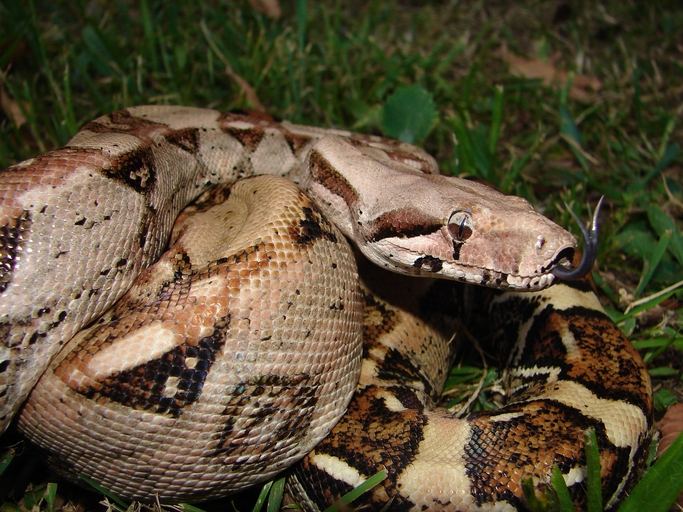
Boa constrictor imperator met lichtbruine kleur en donkere vlekken, tongelend

De boa constrictor bereikt een lengte van enkele meters, de maximale lichaamslengte kan oplopen van 3 tot 4 meter, hoewel veel exemplaren kleiner blijven. De boa constrictor is op vijf soorten na de langste slang ter wereld.
In de praktijk zijn dieren langer dan drie meter zeldzaam en is een exemplaar van rond de vier meter al uitzonderlijk. De maximale lichaamslengte van de boa is 4,45 meter, dit exemplaar werd gevonden in Brazilië. In de literatuur is ook een dier beschreven van 5,7 meter, maar dit bleek later om een anaconda te gaan die verkeerd was gedetermineerd.
De boa blijft hiermee veel kleiner dan een aantal andere pythons en boa's, zoals de netpython (tot 9 meter) en de anaconda (tot acht meter). Van de ondersoorten die zich naar geïsoleerde eilanden hebben verspreid is bekend dat ze aanmerkelijk kleiner blijven en zelden langer dan twee meter worden. De boa constrictor heeft in vergelijking met andere slangen een relatief dik lichaam, dat ook erg massief is vanwege de grote spiermassa. Het lichaam is zo gespierd omdat de slang in bomen leeft en zich met het lichaam ankert, ook worden prooien door verwurging gedood. De slang kan meer dan 25 kilogram wegen en ondanks de grote lenigheid is het dier niet erg snel.
De lichaamskleur is overwegend lichtbruin met een donkere nettekening over het gehele lichaam. De kleur kan enigszins variëren van bruin tot grijsachtig of soms roze. De nettekening bestaat uit een vlekkenpatroon van donkere en lichtere vlekken, het patroon is echter variabel. Het exacte kleurpatroon van de slang varieert zelfs per individu. De vlekken zijn vaak rond van vorm en zijn gelegen op de rugzijde en aan de flanken. De vlekken zijn rond, soms met een lichtere vlek in het midden zodat een cirkelachtige vlek ontstaat. De vlekken doen vaak enigszins denken aan een zadel. Soms hebben de vlekken meer een vlinderachtige vorm. Op de flanken zijn vaak donkere vlekken aanwezig in dezelfde kleur als de nettekening. Aan de achterzijde van het lichaam zijn de vlekken meer roodbruin of in enkele gevallen rood van kleur, de slang wordt hierdoor in sommige talen wel roodstaartslang genoemd. Bij exemplaren die in koelere gebieden leven is de lichaamskleur vaak wat donkerder dan bij dieren die in warme streken leven. Ook is het zo dat de lichaamskleur enigszins veranderlijk is; 's nachts is de kleur wat donkerder dan overdag. De buikzijde van de slang is veel lichter en is wit tot geel van kleur.
De schubben van de slang zijn glad en niet gekield, het aantal schubben varieert enigszins per ondersoort. De slang heeft aan de onderzijde van het lichaam tussen de kop en de staart een enkele rij buikschubben, dit zijn er ongeveer 250. De staart begint achter de cloaca, aan de onderzijde zijn de subcaudale schubben aanwezig, dit zijn er ongeveer 50. De schubben aan de bovenzijde en flanken zijn in rijen gelegen, het aantal rijen varieert van ongeveer 60 tot 70. Bij de gelijkende ondersoort Boa imperator is de configuratie van de schubben als volgt: de slang heeft 226 – 237 buikschubben, 43 tot 52 subcaudalen en 71 tot 79 rijen rugschubben of dorsalen. Het aantal schubben is door verschillende biologen beschreven en vaak komen dergelijke beschrijvingen niet overeen. Van de nominale ondersoort Boa constrictor constrictor bijvoorbeeld beschreef Boulenger dat de slang 81 tot 95 rijen dorsalen heeft, Stull telde er 85 tot 89, J. K. Langhammer beschreef een aantal van 81 tot 87, Chippaux telde er 91 tot 95 en in de publicatie van Lancini en Kornacker werd een aantal van 75 tot 91 genoemd.

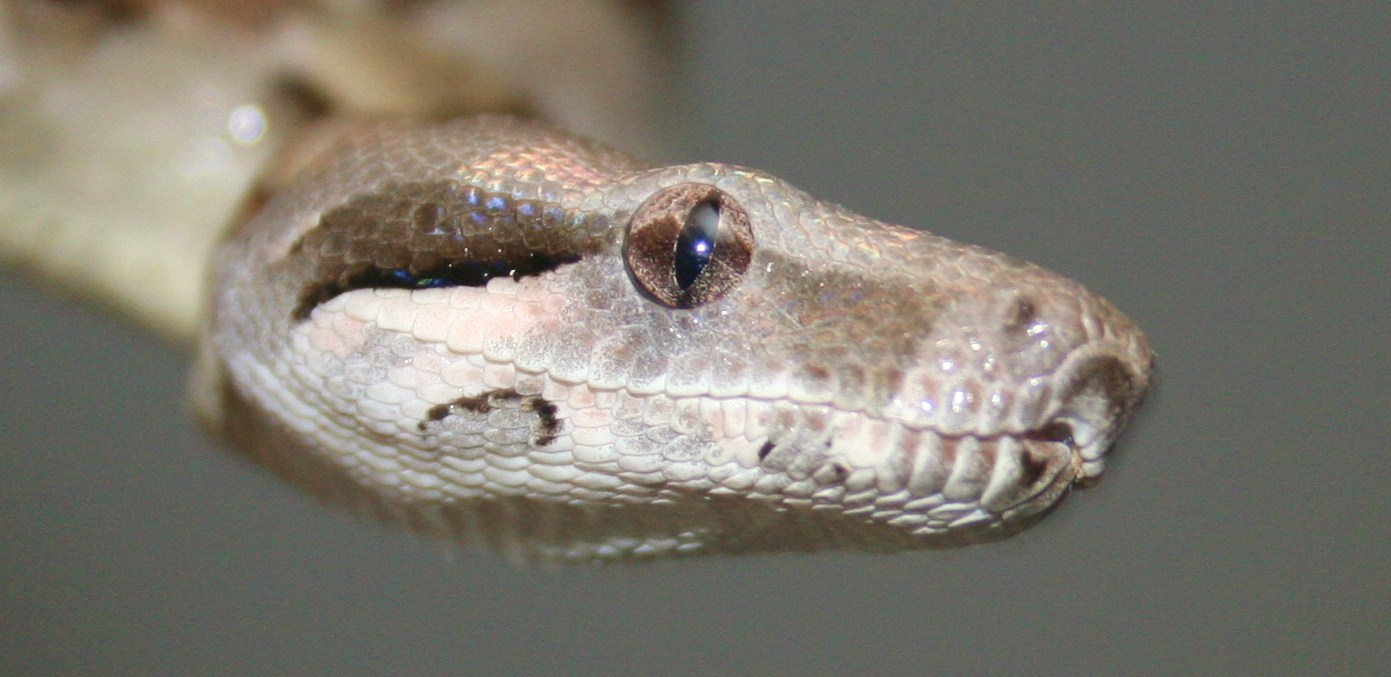
De kop van een boa constrictor met duidelijk verschillende kleurvlakken

De kop is klein en naar achteren toe verbreed, de kop is enigszins wigvormig afgeplat. De kop is bruin van kleur en heeft aan weerszijden een donkere streepachtige vlek die van iets achter de neuspunt naar de mondhoek loopt. Opvallend is dat deze streep altijd dwars door het oog loopt, waarbij het onderste deel van de iris aanmerkelijk donkerder is dan het bovenste deel. Aan de bovenzijde van de kop is een donkere, dunne streep gelegen die loopt van achter de nek tot net voor de neusgaten aan de bovenzijde. De vlekken en strepen van de slang zorgen ervoor dat het lichaam moeilijker te zien is voor prooidieren en vijanden omdat het in verschillend gekleurde vlakken wordt verdeeld die niet corresponderen met de verschillende lichaamsdelen. Deze vorm van camouflage wordt wel disruptieve kleuring genoemd en komt ook voor bij andere slangen zoals de gabonadder (Bitis gabonica) en verder bij heel andere dieren, zoals de reuzenpanda.
De boa constrictor is deels een zichtjager die zijn ogen gebruikt om prooien visueel op te sporen. De ogen hebben een spleetvormige pupil wat kenmerkend is voor nachtdieren. Naast de visuele herkenning maakt de boa ook gebruik van het vermogen om geuren op te sporen. Deze worden niet waargenomen door lucht in te ademen via de neusgaten maar door de tong heen en weer te bewegen en de hiermee opgevangen deeltjes te 'proeven' in een speciaal weefsel in de neusholte; het orgaan van Jacobson. Omdat de tong een gevorkt uiteinde heeft kan ook worden bepaald waar de geur het sterkst is ofwel waar deze vandaan komt.
De boa constrictor heeft daarnaast gevoelige zintuiglijke zenuwuiteinden die verbonden zijn met de schubben aan de kop. Deze orgaantjes zijn in staat om verschillen in warmte waar te nemen, waardoor de slang prooidieren kan 'zien' in het donker. Sommige groepen van slangen hebben sterk gespecialiseerde warmtegevoelige zintuiglijke organen, zoals de groefkopadders (Crotilinae).

## Levenswijze
De boa constrictor is 's nachts actief, en rust overdag in bomen. Ook holle bomen en holtes tussen stenen worden wel gebruikt. De slang rolt zich hierbij op waarbij de kop in het midden van de lichaamslussen wordt gehouden. In koelere delen van het verspreidingsgebied zijn de dieren ook wel overdag actief. Dergelijke exemplaren moeten ook vaker zonnen om hun lichaamstemperatuur op peil te houden.
De boa is in beginsel een bodembewoner, net als veel andere grotere slangen. De lichaamstekening valt niet op op de bosbodem, daar deze bladeren imiteert. Toch is de slang zelden op de bodem te vinden, de boa is een zeer goede klimmer die een groot deel van zijn leven in een boom doorbrengt. Hier wordt op prooien gejaagd en wordt overdag gerust. De voorkeur voor het leven in bomen verandert als de slang groter en zwaarder wordt. Heel grote exemplaren begeven zich meer op de bosbodem dan jongere dieren. Ze zijn te zwaar om zich nog op dunne takken te begeven en klimmen hooguit in een boom om op de dikkere takken te rusten. De boa is ook niet in staat om zich van boom tot boom te verplaatsen, zoals van andere typisch boombewonende boa's bekend is. Voorbeelden van dergelijke boomspecialisten zijn de groene hondskopboa en de groene boompython.

### Voedsel en vijanden

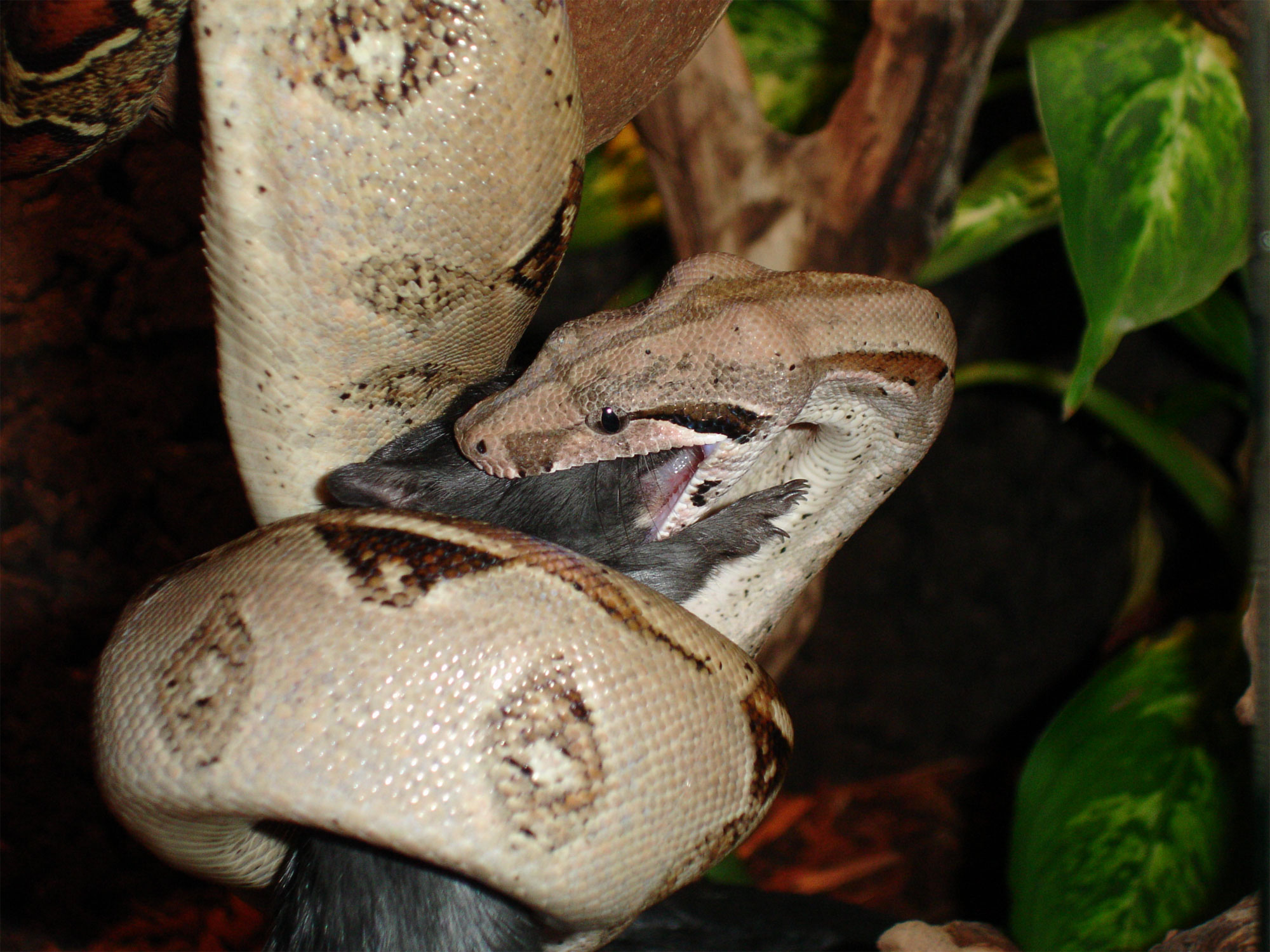
Een boa constrictor werkt een knaagdier naar binnen

Net als andere boa's is de boa constrictor een wurgende slang. De slang ankert de prooi in de bek waarbij de vele kleine en naar achteren gekromde tanden worden gebruikt, en wikkelt het lichaam om de prooi heen. Vervolgens wordt iedere keer als de prooi uitademt het slangenlichaam iets strakker aangetrokken. De bloedsomloop wordt hierdoor afgesneden, waardoor vitale organen geen zuurstof meer krijgen. Het is dus niet zo dat een prooidier wordt verbrijzeld zoals soms wel wordt beweerd, noch dat verstikking de doodsoorzaak is.
De boa constrictor leeft vooral van ratten en andere knaagdieren en is daarom meestal een nuttige 'huisgenoot'. De slang schuwt de mens niet en komt regelmatig voor in de bewoonde wereld vanwege het pluimvee dat wordt gehouden en de ratten die op huizen afkomen.
Naast knaagdieren worden ook wel andere zoogdieren, vogels en andere reptielen gegeten. Voorbeelden van prooidieren die tot de reptielen behoren zijn leguanen, tejuhagedissen en kleine krokodilachtigen. Het betreft vrijwel altijd kleine prooien, slechts zelden wordt er een groter zoogdier verschalkt. Een boa constrictor werd eens betrapt op het eten van een ongeveer 15 kilogram zware ocelot (Leopardus pardalis), dit is een middelgrote katachtige.
De prooi wordt in een hinderlaag opgewacht, de slang is te langzaam om actief te foerageren en prooien te achtervolgen. Zodra de kans zich voordoet en een mogelijk prooidier zich te dicht in de buurt bevindt haalt de slang razendsnel uit om de prooi buit te maken. De boa grijpt met zijn van vele tanden voorziene bek het voorste deel van de prooi en werp ogenblikkelijk verschillende lichaamslussen om het dier heen. Vervolgens worden de lichaamswindingen aangetrokken en sterft het prooidier. Het wordt vervolgens met de kopzijde eerst doorgeslikt. Het is hierbij belangrijk dat de slang zich niet vergist in het bepalen van de voorzijde en de achterzijde, aangezien er soms dieren als vogels en stekelvarkens worden verschalkt. Indien de kopzijde verkeerd wordt ingeschat kan het bevederde dan wel stekelige lichaam van de buitgemaakte prooi vast komen te zitten in de keel. De kop van de slang is kleiner dan de rest van het lichaam. Om een grotere prooi door te slikken kunnen de kaken sterk uit elkaar worden bewogen, en de huid van de nek en keel is zeer flexibel zodat deze uit kan rekken bij het verzwelgen van een grotere prooi.
De boa is vanwege zijn koudbloedigheid in staat om slechts af en toe een prooi te eten en hierop enige tijd te teren. Een wat kleiner exemplaar at in een tijdsbestek van anderhalf jaar ongeveer 55 muizen, terwijl een zoogdier van dezelfde omvang er gedurende een dergelijke periode enkele honderden zou moeten eten om in leven te blijven. Het spijsverteringsstelsel van de slang is goed ontwikkeld, de boa is in staat om een knaagdier met botten en al te verteren in een tijdsbestek van vier dagen. Onderzoekers hebben het verteringsproces gevolgd met behulp van röntgenapparatuur. Van een exemplaar dat eens een stekelvarken had gegeten bleek dat de prooi met stekels en al was verteerd, alleen de klauwen en enkele haren bleven achter.
De slang heeft verschillende vijanden, variërend van grote roofvogels, rovende zoogdieren en andere reptielen, zoals andere slangen. Het zijn vooral de jonge boa's die ten prooi vallen aan vijanden, oudere exemplaren die langer zijn dan twee meter hebben van weinig dieren te duchten. Een voorbeeld van een slang die weleens jonge boa eet is de gevaarlijke bosmeester (Lachesis mutus), die in de regel voornamelijk van knaagdieren leeft. Naarmate de slang ouder en groter wordt slinkt het aantal vijanden en vogels die een jonge boa aankunnen maken geen kans tegen een volwassen exemplaar. Boa's die een lengte van meer dan twee meter bereiken hebben praktisch geen natuurlijke predatoren meer.
De boa constrictor vlucht meestal voor een mogelijke vijand in plaats van zich te verdedigen. Als de slang in het nauw gedreven wordt maakt deze een sissend geluid. Het gesis is tot op enige tientallen meters hoorbaar. Pas in het uiterste geval zal de slang bijten. Bij een beet komen de vele lange tandjes in de huid terecht, omdat de tanden naar achteren gekromd zijn is het niet eenvoudig om los te komen.

### Voortplanting en ontwikkeling

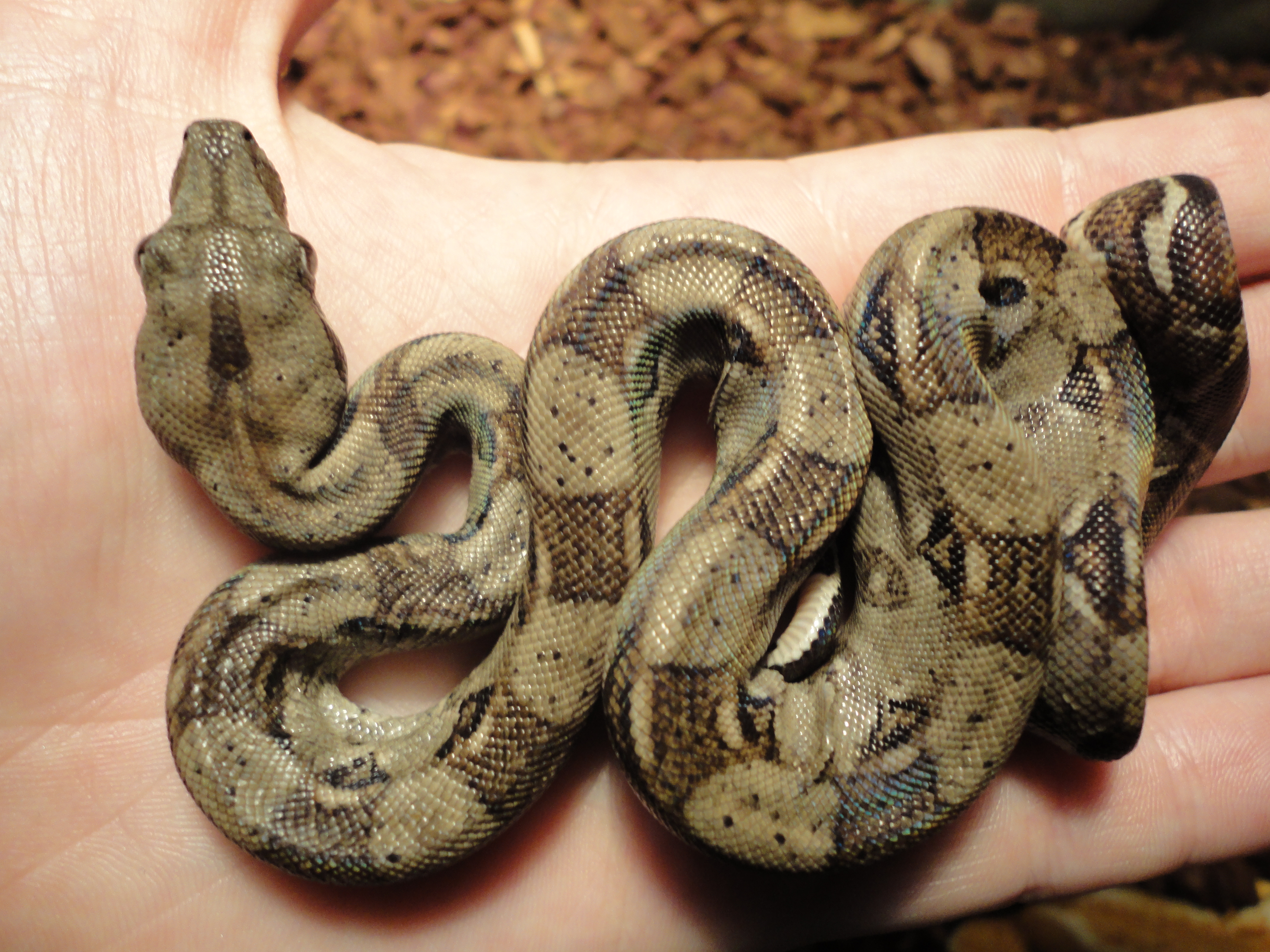
Jonge exemplaren zijn al een halve meter lang

Zowel de mannetjes als de vrouwtjes hebben kleine flap-achtige structuren aan de achterzijde van het lichaam, welke bestaan uit de rudimentaire overblijfselen van de achterpoten. Bij de mannetjes zijn deze uitsteekseltjes groter dan bij vrouwtjes. De poten zijn niet functioneel meer, maar de overblijfselen worden door de mannetjes gebruikt om het vrouwtje tot paren te stimuleren. Ze doen dit door de uitsteeksels tegen de cloaca-omgeving van een vrouwtje te strijken. Als een vrouwtje paringsbereid is tilt zij haar staart op zodat het mannetje contact kan maken. Mannelijke slangen hebben een zogenaamde hemipenis, dit is een gevorkte penis die uit een enkele basis bestaat maar eindigt in een vertakking. Hierdoor kan een mannetje zowel van de linker- als de rechterzijde contact maken.
Gedurende de dracht trekken de vrouwtjes zich vaak terug omdat ze veel zwaarder worden en zich moeilijker kunnen verplaatsen. Uit de weinige waarnemingen van de slangen in het wild en vele waarnemingen van dieren die in gevangenschap worden gehouden blijkt dat ze zich vaker voortplanten in het koelste deel van het jaar. Dit is echter geen vaste regel; de boa kan zich gedurende het gehele jaar voortplanten.
Boa's zijn eierlevendbarend, er worden wel eieren geproduceerd maar die ontwikkelen zich inwendig. Het duurt vier tot acht maanden eer de jongen geboren worden. De draagtijd is lang maar als de jongen ter wereld komen zijn ze al relatief ver ontwikkeld wat ze een betere kans op overleving geeft. Het aantal jongen varieert sterk, normaal gesproken worden er 10 tot 15 per keer geboren maar dit kan oplopen tot zestig.
Boa's planten zich gewoonlijk geslachtelijk voort, maar er is ook een geval van parthenogenese bekend. De jongen uit deze ongeslachtelijke voortplanting zijn vrouwtjes die een paar van het geslachtschromosoom W hebben, wat bij geslachtelijke voortplanting nooit voorkomt.
De jonge boa's hebben bij hun geboorte al een lengte van ongeveer een halve meter. Ze groeien snel en kunnen na een jaar in lengte verdubbelen waardoor ze al een meter lang zijn. Na enkele jaren zijn ze volwassen en kunnen zich voortplanten. De levensverwachting van een boa constrictor in het wild is ongeveer 20 jaar. In gevangenschap kan de slang echter veel ouder worden en een leeftijd van 25 tot 35 jaar bereiken, met uitschieters tot 40 jaar.

## Interactie met de mens

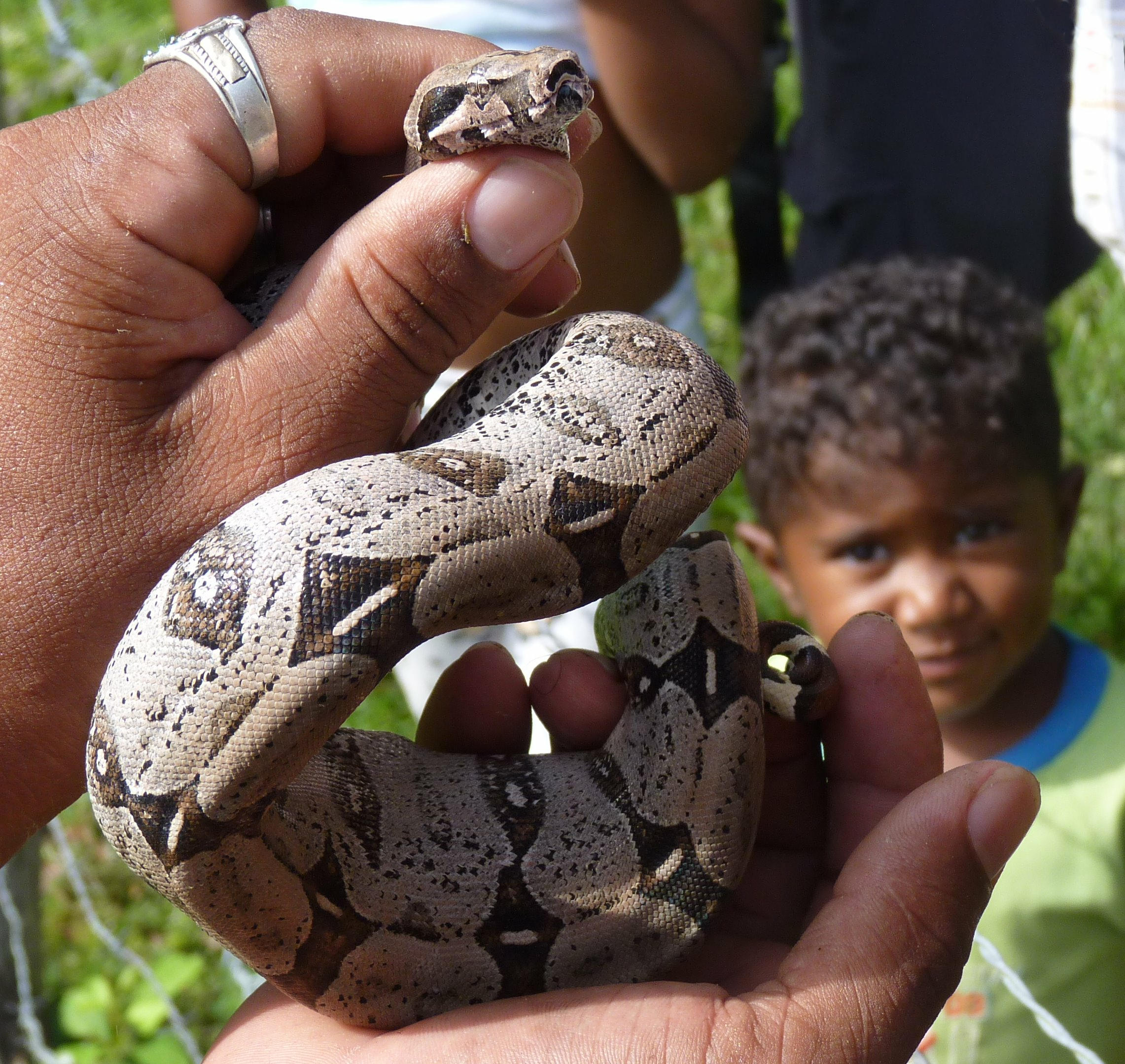
De boa staat niet bekend als agressief en laat zich makkelijk hanteren

De lokale bevolking van de gebieden waar de slang van nature voorkomt is vaak doodsbang voor de slang. In een dorpje in Colombia dook eens een boa constrictor op waarna alle bewoners het dorp uit vluchtten. Toen een kolonist op verzoek van de bewoners het dier doodschoot durfden zij niet terug te keren naar hun woningen omdat ze vreesden dat de partner van de slang ook zou komen. Boa's die opduiken in de buurt van menselijke bewoning zijn niet uit op de mensen zelf, maar wel op de dieren die hier leven, zoals plaagdieren als ratten of door de mens gewaardeerde dieren zoals pluimvee of kleine huisdieren.
Er zijn talloze verhalen van een boa constrictor die mensen zou hebben vergiftigd. Ook zouden het uitgesproken mensendoders zijn en mensen regelmatig eten. Van al deze verhalen is er echter niet één bewezen. Van andere grote slangen zoals de anaconda zijn dergelijke feiten overigens wel gedocumenteerd. Van grotere soorten anaconda's is zelfs waargenomen dat een koe kan worden doorgeslikt. De boa constrictor is echter te klein om een volwassen mens te doden of door te slikken. De slang is daarnaast niet giftig en valt nooit zomaar aan maar zal proberen te vluchten als een naderende mens wordt waargenomen. Mocht de slang toch de aanval inzetten dan kan men gemakkelijk vluchten omdat de slang op de bodem bepaald niet snel is. Desondanks wordt de slang niet zelden voor de zekerheid gedood.
Een bekende liefhebber van de boa constrictor was de worstelaar Jake "the Snake" Roberts, die na zijn overwinning op zijn tegenstander de slang op zijn verslagen opponent gooide. Vele worstelaars waren bang voor de slang, alhoewel dit soms gespeeld was. Roberts heeft de slangensoort gepromoot, maar werkte later ook met pythons en dergelijke slangen. Het aantal shows werd zodanig hoog dat het onmogelijk werd steeds dezelfde slangen te gebruiken.

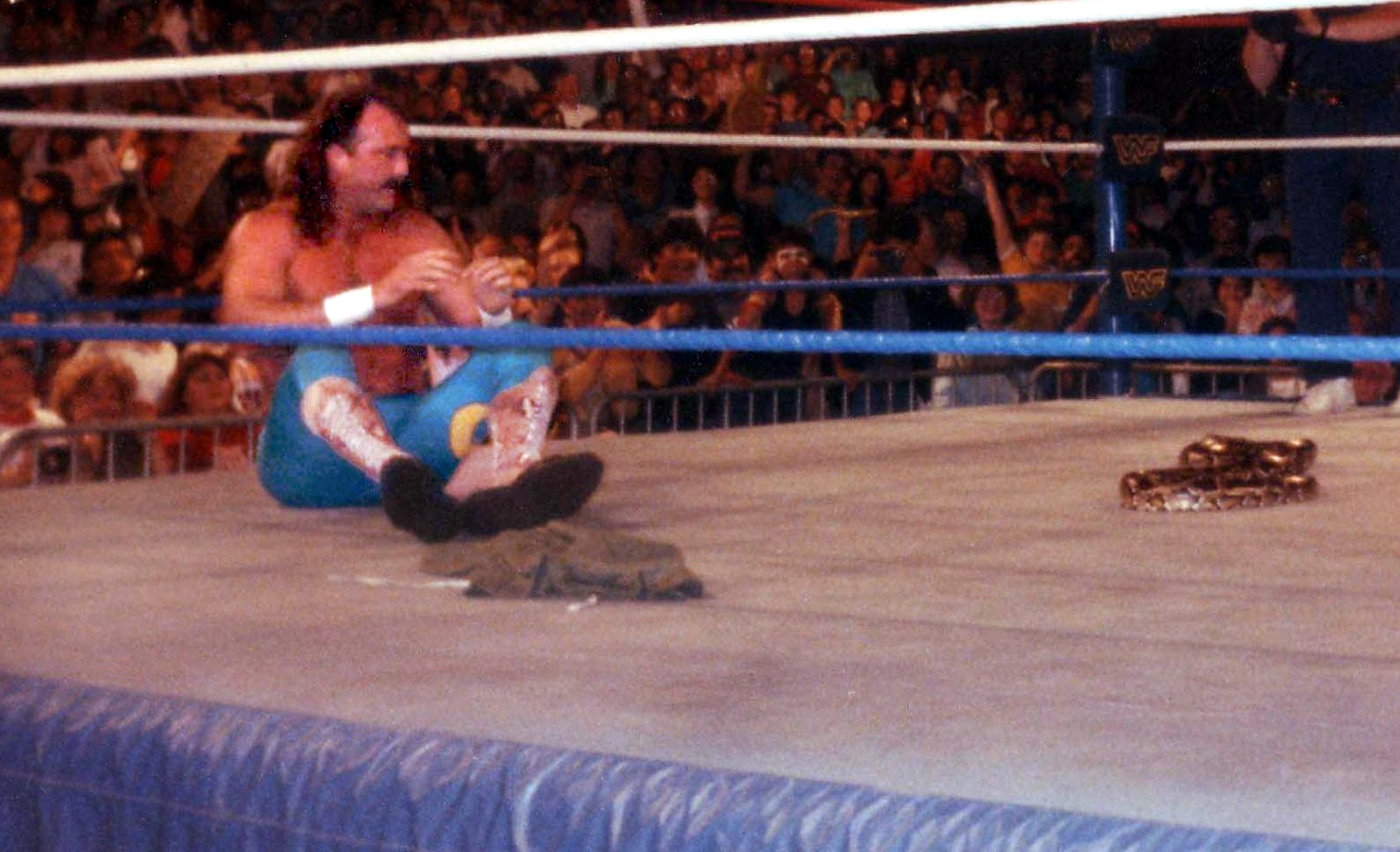
Jake "the Snake" Roberts, met rechts zijn slang

De mens heeft over het algemeen een negatieve invloed op de boa constrictor. Tot enige jaren geleden werden de boa's massaal uit het wild gehaald en verscheept om te voldoen aan de massale vraag naar de slang als exotisch huisdier. Tegenwoordig is deze vraag naar wildvangdieren sterk afgezwakt omdat er een groot aanbod is van nakweekdieren. Deze zijn in gevangenschap geboren en zijn vaak vrij van parasieten, in tegenstelling tot slangen die in het wild zijn gevangen. Sommige populaties zijn door de populariteit in de dierenhandel sterk uitgedund, omdat veel exemplaren zijn weggevangen. De populaties op sommige eilanden zoals die voor de kust van Honduras zijn wellicht reeds uitgeroeid.
De boa constrictor wordt vaak slachtoffer van het verkeer; jaarlijks worden vele exemplaren doodgereden. Ook de jacht op de slang om het vlees te consumeren speelt een belangrijke rol in de teruggang van de boa constrictor in delen van het verspreidingsgebied. Het vlees wordt vaak ter plaatse genuttigd als 'bushmeat' en wordt niet in de handel gebracht. De gestroopte huid van de boa echter is veel geld waard en wordt geëxporteerd en verwerkt in exclusieve schoenen en andere modeaccessoires zoals handtassen. Op scholen wordt de boa constrictor soms gehouden in het biologielokaal.

## Taxonomie en indeling

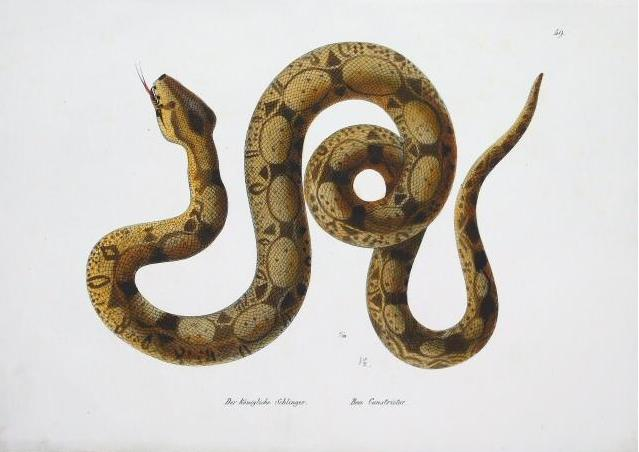
Tekening van de boa constrictor
(1836), Heinrich Rudolf Schinz

De boa constrictor is een van de weinige dieren die in de meeste talen onder zijn wetenschappelijke naam bekend is. De ondersoort Boa constrictor constrictor staat in veel talen bekend als de roodstaartboa (Engels; red-tailed-boa).
De wetenschappelijke naam van de soort werd voor het eerst voorgesteld door Carl Linnaeus in 1758. Linnaeus gebruikte oorspronkelijk al de naam Boa constrictor, later werd de slang beschreven onder andere namen, zoals Constrictor constrictor imperator.
De boa constrictor is sterk verwant aan de boasoorten uit het geslacht Acrantophis. Deze soorten leven echter aan de andere kant van de wereld op het eiland Madagaskar, ten oosten van Afrika. Op het eerste gezicht lijkt het vreemd dat deze slangen aan elkaar verwant zijn, maar een heel lange tijd geleden leefden ze nog bij elkaar. Meer dan 100 miljoen jaar geleden waren Zuid-Amerika en Afrika inclusief Madagaskar nog aan elkaar verbonden. De twee continenten maakten deel uit van het toenmalige reuzencontinent Gondwanaland, en waren tegen elkaar gelegen. Door continentale drift (het schuiven van de continenten) werden de landmassa's en hierdoor ook de slangen van elkaar gescheiden. In Afrika zijn de verwanten van de boa constrictor uitgestorven, wetenschappers vermoeden dat ze de concurrentie met de in Afrika levende pythons (familie Pythonidae) verloren en als gevolg daarvan zijn verdwenen. De boa's op Madagaskar konden zich wel handhaven en hebben zich opgesplitst in verschillende soorten. Een voorbeeld van een sterk aan de boa constrictor verwante boa die miljoenen jaren geleden leefde in Afrika is Titanoboa. Deze reusachtige slang kon een geschatte lengte bereiken van dertien meter en een lichaamsgewicht van meer dan 1100 kilogram.

### Ondersoorten en variaties

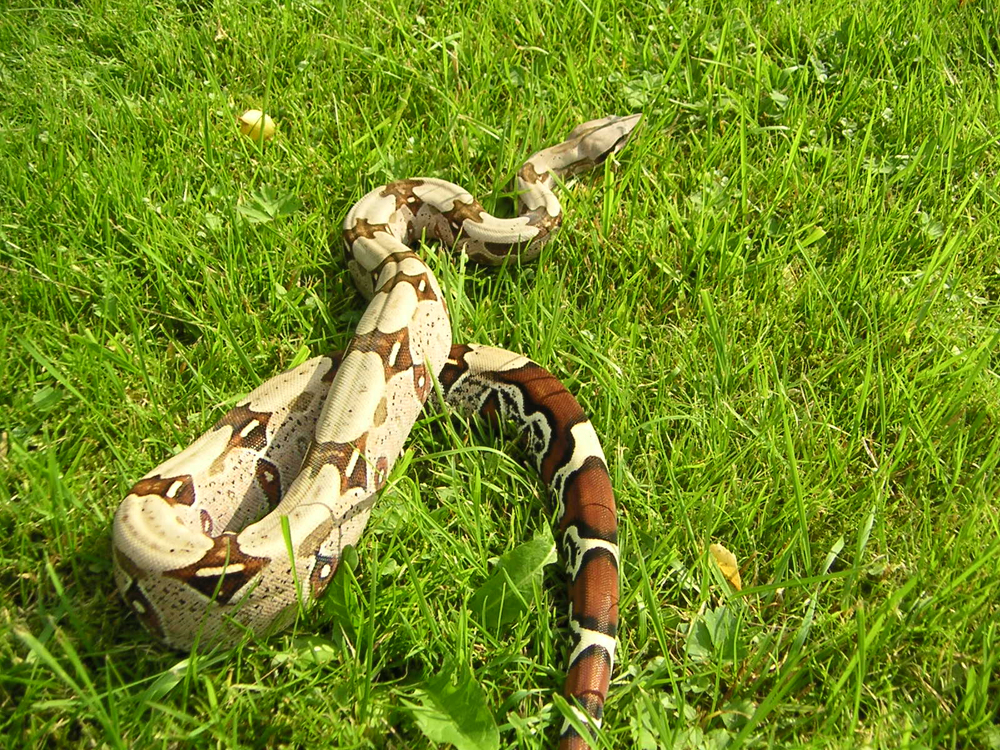
De ondersoort Boa constrictor constrictor wordt wel 'roodstaartslang' genoemd vanwege de rode vlekken aan de achterzijde van het lichaam

Vanwege het grote verspreidingsgebied is er een aantal ondersoorten en kleurvariëteiten ontstaan die echter niet altijd samenhangen met een ondersoort. Vroeger werden er meer dan tien ondersoorten erkend, tegenwoordig nog maar vier. Sommige variaties kennen wel vijf verschillende kleurschakeringen, met kleuren als rood, geel, groen, wit, bruin en zwart. De bekendste is de roodstaartboa of tapijtslang (B. c. constrictor), die een lichtbruine kleur heeft met een duidelijk donkerbruine tot rode staartpunt. Deze ondersoort treft men onder andere in Suriname aan.
Er zijn ook twee ondersoorten die niet algemeen worden erkend, vanwege de onzekere status. Boa constrictor melanogaster werd beschreven door Langhammer in 1983 maar wordt beschouwd als een nomen dubium. Dit wil zeggen dat de informatie die de bioloog heeft beschreven te summier is om deze ondersoort als dusdanig te onderscheiden. Het gevolg hiervan was dat de ondersoort op basis van de gebrekkige beschrijving van Langhammer niet wordt erkend.
Boa constrictor sigma is een ander voorbeeld, deze slang is beschreven op basis van een negental museumexemplaren maar is nooit in het wild aangetroffen. Sommige kwekers verkopen deze 'ondersoort', maar dit zijn in de praktijk exemplaren die behoren tot een andere soort; Boa imperator. Boa imperator werd overigens ook lange tijd als een ondersoort van Boa constrictor beschouwd.
Naast de ondersoorten komen verschillende kleurvormen voor en een aantal hiervan komt alleen ex-situ voor. Dit betekent dat ze niet in het wild te vinden zijn maar alleen in gevangenschap voorkomen omdat de variatie is gekweekt. Enkele van dergelijke variaties hebben spectaculaire kleuren die normaal gesproken niet voorkomen in het wild. Een voorbeeld zijn de vormen die behoren tot de ondersoort Boa constrictor longicauda. De vorm Boa constrictor longicauda "Top Bloodline" heeft een zwarte basiskleur met witte vlekken, de variatie Boa constrictor longicauda "Zeros" heeft een olijfgroene kleur en is ongevlekt, wel is er een donkere lengtestreep aan iedere bovenzijde van de flank aanwezig.

#### Lijst van ondersoorten
Er worden verschillende ondersoorten erkend, die zowel verschillen in verspreidingsgebied, lichaamslengte en lichaamskleur. In de onderstaande tabel worden verschillende kenmerken genoemd, zoals de naamgeving, en het verspreidingsgebied. De lichaamslengte betreft steeds de gemiddelde lengte van een volwassen vrouwtje.
| Erkende ondersoorten van de boa constrictor | Erkende ondersoorten van de boa constrictor | Erkende ondersoorten van de boa constrictor                   | Erkende ondersoorten van de boa constrictor |
| Afbeelding                                  | Naam                                        | Verspreidingsgebied                                           | Kenmerken |
| ------------------------------------------- | ------------------------------------------- | ------------------------------------------------------------- | --- |
|                                             | Boa constrictor constrictor                 | Zuid-Amerika behalve de gebieden van de andere 3 ondersoorten | Wordt ongeveer twee meter lang. Zeer variabel in kleur, maar de staartpunt is bij de meeste exemplaren rood van kleur, in tegenstelling tot andere ondersoorten. |
| Plaats uw zelfgemaakte foto hier            | Boa constrictor longicauda                  | Peru                                                          | Lichaamslengte tot ongeveer twee meter. Grijs tot bruin en soms geel van kleur.                                                                                  |
|                                             | Boa constrictor occidentalis                | Argentinië en Paraguay                                        | Lichaamslengte net onder de drie meter. Lichaamskleur heel donker maar met een afstekende lichte tekening.                                                       |
| Plaats uw zelfgemaakte foto hier            | Boa constrictor ortonii                     | Peru                                                          | Wat grotere ondersoort, vrouwtjes worden gemiddeld bijna drie meter lang.                                                                                        |